# Actually
Az Actually a Pet Shop Boys harmadik albuma és második stúdióalbuma. 1987. szeptember 7-én jelent meg. Az eladási adatok szerint ez volt minden idők második legkelendőbb Pet Shop Boys-albuma, több mint négymillió eladott példánnyal világszerte. Ez volt az első albumuk, amely Magyarországon is megjelent, bár a világon egyetlenként a belső borítóval lett kiadva, mivel a pletykák szerint a 'két unatkozó milliomos' képe az eredeti borítón negatív üzenetet hordozott volna az akkor még szocialista országnak számító Magyarországon, amit a pártközponbeli cenzor(ok) nem engedhettek.
Az Actually 2001-es digitálisan felújított újrakiadása (az első hat stúdióalbumot adták ki ekkor) az Actually/Further Listening tartalmazott egy bónuszlemezt, amelyen az albumon szereplő számok remixei, és az ezen időszakban kiadott B-oldalas számok valamint korábban ki nem adott felvételek (szintén digitálisan felújított változatban) kaptak helyet.
Az album szerepel az 1001 lemez, amit hallanod kell, mielőtt meghalsz című könyvben. 2020-ban Minden idők 500 legjobb albuma listán 435. helyen szerepelt.

## Az album dalai
|     | Cím                                                      | Szerző(k)                               | Hossz |
| --- | -------------------------------------------------------- | --------------------------------------- | ----- |
| 1.  | One More Chance                                          | Neil Tennant, Chris Lowe, Bobby Orlando | 5:30  |
| 2.  | What Have I Done to Deserve This? (Dusty Springfielddel) | Lowe, Tennant, Allee Willis             | 4:18  |
| 3.  | Shopping                                                 | Tennant, Lowe                           | 3:37  |
| 4.  | Rent                                                     | Tennant, Lowe                           | 5:08  |
| 5.  | Hit Music                                                | Tennant, Lowe                           | 4:44  |
| 6.  | It Couldn't Happen Here                                  | Tennant, Ennio Morricone, Lowe          | 5:20  |
| 7.  | It's a Sin                                               | Tennant, Lowe                           | 4:59  |
| 8.  | I Want to Wake Up                                        | Tennant, Lowe                           | 5:08  |
| 9.  | Heart                                                    | Tennant, Lowe                           | 3:58  |
| 10. | King's Cross                                             | Tennant, Lowe                           | 5:10  |

### Further Listening 1987-1988
B-oldalas számok és korabeli remixek
1. I Want to Wake Up (Breakdown mix)
2. Heart (Shep Pettibone version)
3. You Know Where You Went Wrong
4. One More Chance (seven-inch mix)
5. It’s a Sin (Disco mix)
6. What Have I Done to Deserve This? (Extended mix)
7. Heart (Disco mix)
8. A New Life
9. Always on My Mind (Demo version)
10. Rent (Seven-inch mix)
11. I Want a Dog
12. Always on My Mind (Extended dance mix)
13. Do I Have To?
14. Always on My Mind (Dub mix)

## Közreműködők
- Neil Tennant – ének
- Chris Lowe – billentyűsök

### Vendégzenészek
- Andy Richards – Fairlight és szintetizátor programozása az 1, 4, 5, 7 és 9 számokon
- Dusty Springfield – ének a 2-es számon
- J.J. Jeczalik – Fairlight programozása a 3-as számon
- Gary Maughan  – további programozás a 3-as számon
- Angelo Badalamenti – zenekar hangszerelése a 6-os számon
- Blue Weaver – Fairlight programozása a 6-os számon
- Adrian Cook – programozása a 8-as számon